# Ischiochaetus lenis
Ischiochaetus lenis är en tvåvingeart som beskrevs av Octave Parent 1933. Ischiochaetus lenis ingår i släktet Ischiochaetus och familjen styltflugor. Inga underarter finns listade i Catalogue of Life.